# Podul Crimeii
Podul Crimeei (în rusă Крымский мост, transliterat: Krîmskii most) sau Podul Kerci este un pod dublu, rutier și feroviar, peste strâmtoarea Kerci între Peninsula Taman din Ținutul Krasnodar din Rusia și Peninsula Kerci din Crimeea. Podul a fost construit de Rusia după anexarea Crimeii la începutul războiului ruso-ucrainean. Are o lungime de 19 km, fiind cel mai lung pod construit de Rusia, și cel mai lung pod din Europa. În afară de transport, Rusia a intenționat ca podul să-i susțină pretențiile asupra Crimeii. Pe 8 octombrie 2022 o explozie a distrus parțial partea rutieră a podului si a dezafectat circulația feroviară.
În ianuarie 2015 contractul de mai multe miliarde de dolari (3.7 miliarde de dolari/227.92 miliarde de ruble) pentru construcția podului a fost atribuit Stroigazmontaj-lui lui Arkadi Rotenberg. Construcția podului a început în februarie 2016; podul rutier a fost inaugurat de președintele rus Vladimir Putin pe 15 mai 2018 și a fost deschis pentru mașini pe 16 mai și pentru camioane pe 1 octombrie. Podul feroviar a fost inaugurat pe 23 decembrie 2019, iar primul tren de pasageri a traversat podul pe 25 decembrie 2019. Podul a fost deschis pentru trenurile de marfă pe 30 iunie 2020. O cantitate record de trafic, însumând 36.393 de mașini, a fost înregistrată la 15 august 2020.
Podul rutier, deschis în 2018, a depășit rapid feribotul din strâmtoarea Kerci ca rută de comunicație preferată între Crimeea și restul teritoriului rusesc de facto. În primele 12 ore de funcționare, podul a doborât recordul de trafic al feribotului, care fusese stabilit în august 2017. După deschiderea podului pentru camioane în octombrie 2018, transportul camioanelor prin feribot practic a încetat. După primul an de funcționare (mai 2018 – mai 2019), podul rutier a deservit de trei ori mai mult trafic decât deservise feribotul din strâmtoarea Kerci pe tot parcursul anului 2017.
Ucraina, care avea două porturi majore la Marea Azov (Mariupol și Berdeansk) prin care exporta oțel și produse agricole, a susținut că podul era folosit de Rusia ca parte a blocadei hibride a porturilor ucrainene la Marea Azov și că inspecțiile rusești ale navelor au crescut brusc de la deschiderea podului în mai 2018, unele fiind nevoite să aștepte trei zile până să fie lăsate să treacă. Trava principală a podului se află la 33-35 m deasupra nivelului mării; autoritatea maritimă ucraineană a spus că multe nave sunt prea mari ca să treacă în siguranță pe sub pod. Vrachierul Copan (un tonaj de 17.777 de tone) a rezolvat această problemă tăind vârful catargului. Pe 26 octombrie 2018 The Globe and Mail, citând surse ucrainene, a raportat că podul a redus exporturile ucrainene din porturile la Marea Azov cu aproximativ 25%. În noiembrie 2018 zona podului a devenit locul incidentului din strâmtoarea Kerci, în care marina rusă a susținut că trei nave ucrainene au intrat în apele teritoriale rusești. Forțele ruse au capturat navele și le-au arestat echipajele. În acest timp trecerea prin strâmtoare era blocată de o mare navă de marfă, plasată sub pod pentru a împiedica trecerea altor ambarcațiuni. Ca răspuns, Ucraina a declarat pentru 30 de zile legea marțială în unele regiuni ale țării.
În urma invaziei rusești a Ucrainei din februarie 2022, au apărut planuri ucrainene privind „distrugerea” podului, provocând critici și afirmații despre protecția garantată a podului de la Dmitri Peskov, secretarul de presă al Kremlinului. Pe 8 octombrie 2022, la ora 6:07 dimineața, o explozie a distrus două dintre arcadele podului rutier. Incendiul a cuprins și cisternele cu combustibil transportate de trenul care trecea în acel moment pe podul feroviar. Explozia s-a produs a doua zi de la ziua de naștere a lui Vladimir Putin și la mai puțin de o săptămână de la declarația oficială de anexare la Rusia a patru regiuni din sud-estul Ucrainei – Herson, Zaporijjea, Donețk și Luhansk. Scoaterea din funcțiune a Podului Crimeii a afectat semnificativ aprovizionarea armatei ruse în sudul Ucrainei, aceștia fiind nevoiți să transporte muniții spre capul de pod de la Herson prin sudul regiunilor Donețk și Zaporijjea, zonă aflată în raza de bătaie a artileriei și rachetelor teleghidate ucrainene.